# 茉莉花茶
茉莉花茶是属于花茶类和再加工茶的一種，又稱為茉莉香片，簡稱香片。製作材料為茶葉以及茉莉花，因此能兼有二者的香味。

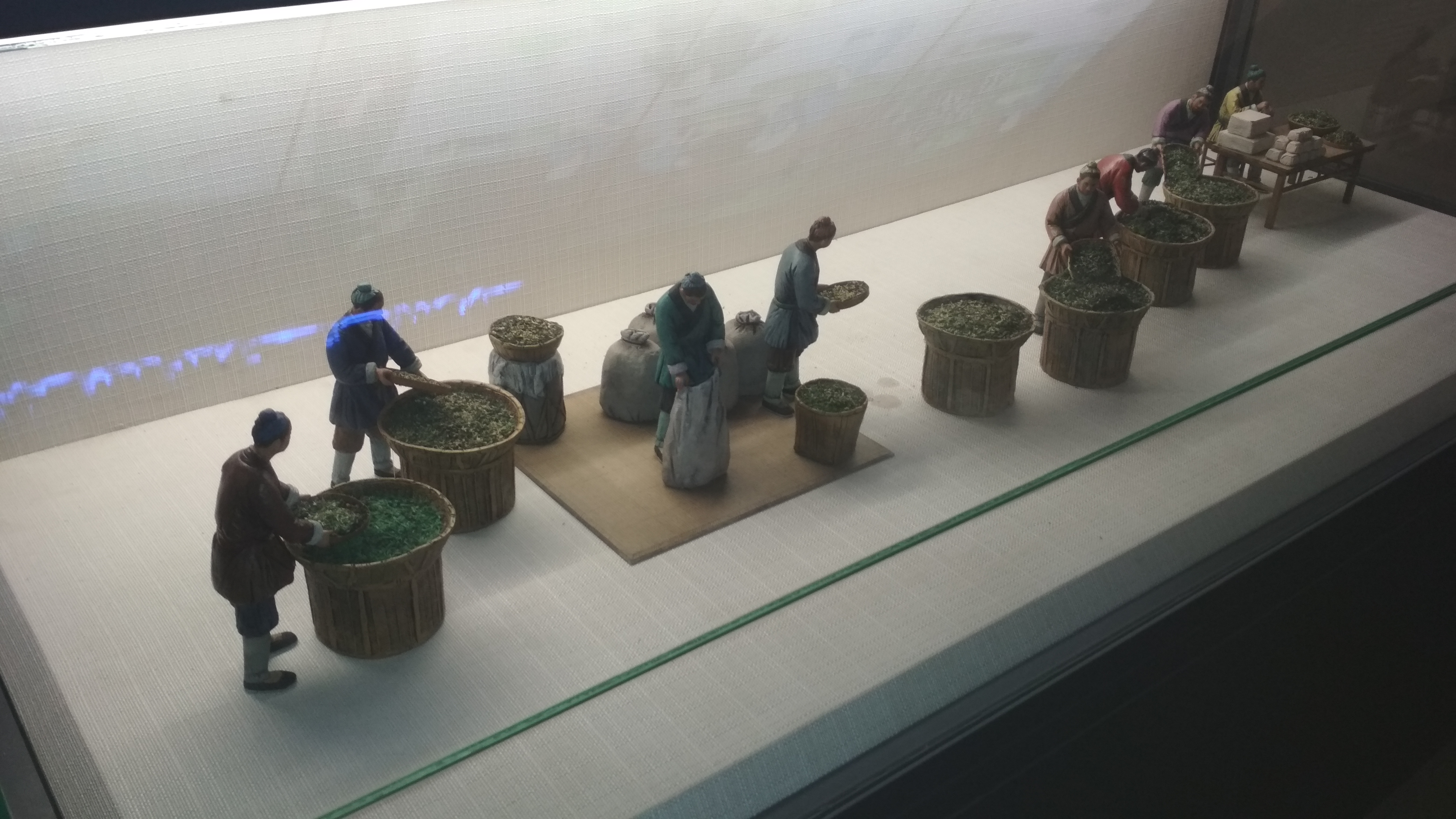
茉莉花茶制作流程

茉莉花茶，窨花茶中之名品。茶中加入茉莉花朵窨製而成，故名。茉莉花茶是众多花茶品种中的一种，所谓茉莉花茶就是用含苞欲放的茉莉鲜花加入绿茶中窨製而成的。用不同的绿茶品种去做茶胚，例如用龙井茶，用茉莉花去窨製就叫龙井茉莉花茶，如用玫瑰花朵去窨製的，就叫龙井玫瑰花茶，餘此类推。
茉莉花茶，有“在中国的花茶里，可闻春天的气味”之美誉。茉莉仙桃更是在泡茶时会像花一样打开。當你在飽餐一頓過後，搭配茉莉花茶就可以有效幫助消化、消脂，也讓口氣清新。

## 产地
福州是茉莉花茶的发源地。福州茶农最早将茉莉花用于製茶，其历史可追溯至汉代。蘇州曾是中國品质最佳的茉莉花茶产地，始于南宋，历史悠久。但由于苏州的茉莉花茶工艺复杂精妙，对用来窨製的茉莉花的品质要求也相当高，因此製作成本高，利润低，同时在市场环境下受到广西横县粗放型、低成本的茉莉花茶加工模式冲击，目前市场上的苏州产茉莉花茶已难觅踪迹。
福州茉莉花茶为中国地理标志产品，其保护范围为福州市的仓山区、晋安区、马尾区、长乐区、福清市、闽侯县、连江县、闽清县、罗源县、永泰县等10个县区市现辖行政区域。

## 成分
茉莉花茶的香气主要由芳樟醇、乙酸苄酯、α-法尼烯、苯甲酸顺-3-己烯酯、邻氨基苯甲酸甲酯、吲哚等6种构成，其组成特征在头窨时已经形成。

## 国家级非物质文化遗产
福州茉莉花茶窨制工艺、张一元茉莉花茶制作技艺和吴裕泰茉莉花茶制作技艺被列入国家级非物质文化遗产代表性项目名录。

## FAO全球重要农业文化遗产
2014年4月29日，在意大利罗马举行的联合国粮农组织全球重要农业遗产理事会和研讨会上，福州茉莉花种植及茶文化系统入选全球重要农业文化遗产。

## 人類非物質文化遺產
2022年11月29日，在「中國傳統制茶技藝及其相關習俗」中，包含有福州茉莉花茶申遺入選人類非物質文化遺產。